# Petăr Gudev
Petǎr Todorov Gudev (in bulgaro Петър Тодоров Гудев?; Gradec, 13 luglio 1862 – Sofia, 8 maggio 1932) è stato un politico bulgaro e primo ministro del principato di Bulgaria.
Gudev studiò giurisprudenza a Parigi e si laureò a Bruxelles. Tornato in Bulgaria lavorò come impiegato al ministero della giustizia e dal 1893 al ministero delle infrastrutture ed al ministero della difesa. Vivace attivista del partito nazionale liberale, durante il governo del suo partito fu presidente del parlamento (1905-1907), e dopo la morte di Dimităr Petkov fu eletto primo ministro, per una breve durata. Dopo la prima guerra mondiale abbandonò la vita politica.

## Fonti
- Д-р Петър Гудев — политик и държавник di Borislav Gărdev